# Marianna Daszkowska
Marianna Elżbieta Daszkowska – polska ekonomistka, nauczyciel akademicki, profesor nauk ekonomicznych. Specjalizuje się w zakresie teorii usług, marketingu i marketingu usług. Honorowy profesor emeritus Politechniki Gdańskiej.

## Studia[2]
- Tytuł zawodowy magistra ekonomii; Wyższa Szkoła Ekonomiczna w Sopocie, Wydział Morski [1964]
- Stopień naukowy doktora nauk ekonomicznych; Uniwersytet Gdański w Gdańsku, Wydział Ekonomiki Produkcji [1971]
- Na podstawie oceny ogólnego dorobku naukowego i przedłożonej rozprawy habilitacyjnej pod tytułem "Usługi w procesie reprodukcji społecznej" uzyskała stopień doktora habilitowanego nauk ekonomicznych [1987]
- Tytuł naukowy profesora nauk ekonomicznych [1999]

## Stanowiska[3]
- Asystent; WSE w Sopocie [1964]
- Adiunkt; Uniwersytet Gdański [1972]
- Starszy wykładowca; Uniwersytet Gdański [1982 - 1988]
- Docent; Uniwersytet Gdański [1988-1993]
- Profesor nadzwyczajny; Uniwersytet Gdański [1993 - 2001]
- Profesor nadzwyczajny; Wyższa Szkoła Turystyki i Hotelarstwa w Gdańsku [1987 - 2010]
- Profesor nadzwyczajny; Politechnika Gdańska [2001 - 2005]
- Profesor zwyczajny; Politechnika Gdańska [2006 - 2012]

## Funkcje[3]
Uniwersytet Gdański, Wydział Zarządzania
- Zastępca kierownika Katedry Zespołowej Ekonomiki i Organizacji Turystyki i Usług [1990 – 1996]
- Kierownik Zakładu Ekonomiki i Organizacji Handlu i Usług [1989 – 1990]
- Kierownik Studium Podyplomowego Ekonomiki i Organizacji Usług [1989 – 1990]

Politechnika Gdańska, Wydział Zarządzania i Ekonomii
- Kierownik Katedry Marketingu [2001 – 2011]
- Pomysłodawca i organizator Ogólnopolskich Konferencji Katedr Marketingu Uczelni Technicznych [2002 – 2011]

## Odznaczenia[3]
- Srebrny Krzyż Zasługi [1975]
- Złoty Krzyż Zasługi [1985]
- Odznaka honorowa „Zasłużonym Ziemi Gdańskiej” [1986]
- Medal Komisji Edukacji Narodowej [1995]

## Publikacje
- Publikacje naukowe[4]
  - Usługi w procesie reprodukcji społecznej, „Zeszyty naukowe. Rozprawy i monografie” nr 82, Wydawnictwo Uniwersytetu Gdańskiego, Gdańsk 1987
  - Ekonomika i organizacja usług, wyd. 1. skrypty uczelniane UG, Gdańsk 1975
  - Zdolność produkcyjna [w:] Ekonomika i organizacja przedsiębiorstwa przemysłowego, red. J. Wojewnik, PWN, Warszawa 1979 (współautorstwo)
  - Ekonomika i organizacja usług, PWN, Warszawa 1982
  - Pojęcie i metody określania zdolności produkcyjnej w przemyśle, „Zeszyty Naukowe Wydziału Ekonomiki Produkcji UG” nr 2/1972
  - Rezerwy zdolności produkcyjnej w przetwórstwie rybnym, „Technika i Gospodarka Morska” nr 12/1972
  - Teoretyczne podstawy klasyfikacji usług, „Zeszyty Naukowe Wydziału Ekonomiki Pro-dukcji UG” nr 3/1973
  - Miejsce usług w teorii ekonomii, „Rynek i Usługi” nr 17/651, 1-15 IX 1976
  - Noty bibliograficzne: H. Sinz, Das Handwerk Geschichte, Bedeutung und Zukunft, Dűs-seldorf -Wien 1977, „Ekonomista” nr 4/1979
  - Współczesne koncepcje określania istoty usług, „Zeszyty Naukowe Wydziału Ekonomiki Produkcji UG nr 2/1986
  - Usługi a dochód narodowy. Problemy dyskusyjne, „Zeszyty Naukowe Wydziału Ekonomiki Produkcji UG” nr 3/1986
  - Usługi. Produkcja, rynek, marketing, Wydawnictwo Naukowe PWN, Warszawa 1998
  - Usługi jako dziedzina biznesu [w:] Encyklopedia Biznesu, t. 2, Fundacja Innowacja, Warszawa 1995
  - Zarys marketingu usług, Wydawnictwo UG, Gdańsk 1993, redakcja naukowa i współ-autorstwo (M. Boguszewicz–Kreft, W. Kowalczyk, J. Witulska, G. Złotkowska)
  - Rola samorządu terytorialnego w pobudzaniu funkcji przestrzeni turystycznej, „Folia Touristica” nr 4/1992, Kraków
  - Chancen und Barrieren der Entwicklung von Dienstleistungsbetrieben in Polen, “New-sletter –Informationsdienst”, Wirtschaftsuniversität Wien Nr 7/1994
  - Die Entwicklungsfaktoren des Small Business in Polen in der Woiwodschaft Gdańsk, “Newsletter –Informationsdienst”, Wirtschaftsuniversität Wien Nr 7/1994 (współredakcja całego zeszytu z prof. J. Muglerem)
  - The role of universities in the creation and support of enterprises in the region, “New-sletter –European Council for Small Business” Nr 2/1995, Zoetermeer, The Nether-lands
  - Services for small and medium sized enterprises in Poland, “Newsletter –European Council for Small Business” Nr 3/1996, Zoetermeer, The Netherlands
  - Tożsamość w usługach, „Marketing w praktyce” nr 3/1996
  - Małe i średnie, ale ważne, „Marketing w praktyce” nr 5/1996
  - Polityka zatrudnienia i płac w sferze usług rynkowych [w:] Usługi w procesach równo-ważenia rynku, PTE Wrocław 1987
  - Usługa jako obiekt marketingu [w:] Realia zarządzania marketingowego w Polsce –1994, Uniwersytet Gdański 1994
  - Fazy rozwoju marketingu usług w Polsce [w:] Marketing w usługach, AE Poznań
  - Podaż usług doradczych a rozwój przedsiębiorczości [w:] Metody badań marketingowych, AE Kraków
  - Warunki równowagi rynku usług w Polsce [w:] Konsument Przedsiębiorstwo Przestrzeń, cz. A, AE Katowice 1998
  - Marketing usług a profesjonalizm [w:] „Marketing 2001” t. II, Uniwersytet Gdański, Sopot 1998
  - Recenzja książki J. Mugler, Betriebswirtschaftslehre der Klein –und Mittelbetriebe, Springer –Verlag, Wien, New York 1993, [w:] “Organizacja i Kierowanie” nr 2/1995
  - Kierunki rozwoju marketingu usług [w:] Marketing. Koncepcje, badania, zarządzanie, red. L. Żabiński, K. Śliwińska, PWE, Warszawa 2002
  - Marketing Usług. Wybrane aspekty (rozdział I), praca zbiorowa pod red. J. Perenca, Wydawnictwo Uniwersytetu Szczecińskiego, Szczecin 2005
  - Marketing. Ujęcie systemowe (wstęp i rozdział I), praca zbiorowa pod red. M. Dasz-kowskiej, Wydawnictwo Politechniki Gdańskiej, Gdańsk 2005
  - Strategia dyferencjacji usług [w:] Marketing. Przełom wieków, AE Wrocław 2000 (współautor J. Strumiłło)
  - Samorząd terytorialny szansą rozwoju turystyki w Polsce [w:] Polityka samorządu te-rytorialnego w dziedzinie turystyki, WSTiH w Gdańsku, Gdańsk 2000
  - Edukacja w aspekcie marketingu społecznego [w:] Polskie szkolnictwo wyższe w pro-cesie budowania europejskiego społeczeństwa wiedzy, WSH Wrocław 2001 (współautor E. Gołąb)
  - Marketing partnerski jako przesłanka budowy przewagi konkurencyjnej przedsiębiorstwa usługowego [w:] Zarządzanie gospodarką, Politechnika Gdańska, Gdańsk 2001 (współautor E. Gołąb)
  - Nowe wyzwania dla marketingu usług [w:] Zeszyty Naukowe Katedry Marketingu nr 1, Politechnika Gdańska, Gdańsk 2002 (autor i redaktor)
  - Zamki gotyckie elementem promocji polskiej turystyki [w:] Prace WSTiH, Malbork 2002
  - Koncepcja oceny kultury marketingowej [w:] Marketing usług profesjonalnych, AE Poznań 2002 (współautor J. Koszałka)
  - Opinie nauczycieli akademickich o dydaktyce marketingu [w:] Zeszyty naukowe Katedry Marketingu nr 2, Politechnika Gdańska, Gdańsk 2003
  - Innowacyjność marketingu usług [w:] Zeszyty Naukowe Katedry Marketingu nr 3, Politechnika Gdańska, Gdańsk 2003 (współautor A. Białk)
  - Koncepcja systemu marketingu usług edukacyjnych [w:] Marketing szkół wyższych, praca zbiorowa pod red. G. Nowaczyk i M. Kolasińskiego, Wydawnictwo WSB Poznań 2004 (współautor D. Dąbrowski)
  - Marketing usług w języku cybernetyki [w:] Acta Universitatis Lodziensis, Folia Oeco-nomica nr 179, Wydawnictwo Uniwersytetu Łódzkiego, Łódź 2004 (współautor D. Dą-browski)
  - Daszkowska M.: Efektywność jako wyznacznik współczesnego marketingu [w:] Nowe trendy w marketingu / pod red. Nauk. A. Drapińskiej. –Gdańsk : Kated. Marketingu, Wydz. Zarz. i Ekon. P.G, 2005, s. 25-32
  - Daszkowska M.: Usługa –geneza, pojęcie, istota produkcji i jej mierniki [w:] Marketing usług: wybrane aspekty / pod red. J. Perenca. Uniwersytet Szczeciński. –Szczecin: Wydaw. Nauk. Uniw. Szczec., 2005, s. 34-60
  - Daszkowska M., Koszałka J.: Innowacje jako źródło ekspansji marketingu relacji [w:] Ekspansja czy regres marketingu ? / red. Nauk. Elżbieta Duliniec. Warszawa: Polskie Wydawnictwo Ekonomiczne, 2006. –ISBN 83-208-1669-6, s.17-25 Daszkowska M.:
  - Relacje w marketingu dóbr kapitałowych [w:] Wybrane zagadnienia marketingu dóbr inwestycyjnych / pod red. Nauk. B. Czerwińskiego. Gdańsk : Katedra Marketingu. Wydział Zarządzania i Ekonomii. Politechnika Gdańska, 2007. –(Zeszyty Naukowe Katedry Marketingu Politechniki Gdańskiej, ISSN 1731-2639; nr 6), s. 29-39 Daszkowska M.,
  - Daszkowska M., Koszałka J.: Ocena skuteczności zarządzania polską marką [w:] Marketing przyszłości: trendy, strategie, instrumenty, specyfika marki we współczesnej gospodarce /pod red. Grażyny Rosy i Agnieszki Smalec/. Uniwersytet Szczeciński. Szczecin, Wydawnictwo Naukowe Uniwersytetu Szczecińskiego, 2008, s. 29-37
  - Drapińska A., Daszkowska M., Gołąb-Andrzejak E.: Cechy i umiejętności specjalisty ds. marketingu (w opinii studentów) [w:] Marketing w realiach współczesnego rynku. Strategie i działania marketingowe, red. Szczepan Figiel –Warszawa: Polskie Wydawnictwo Ekonomiczne. 2010, s. 421-428
  - Daszkowska M.: Inżynieria doświadczenia w systemie marketingu [w:] Marketing. Ujęcie relacyjne, red Magdalena Brzozowska-Woś: Katedra Marketingu. Wydział Zarządzania i Ekonomii, Politechnika Gdańska, Gdańsk 2010, s. 9-29.